# تیلت آپ

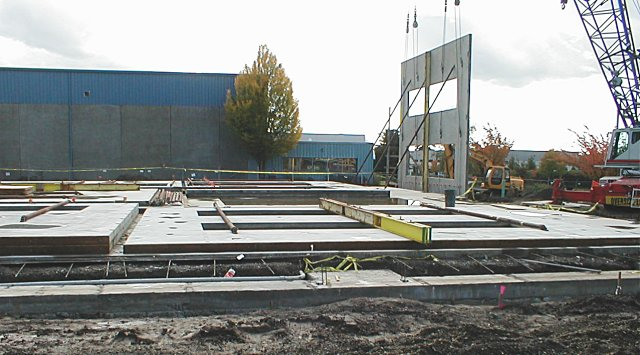
تصویری از نصب سازه تیلت آپ

تیلت آپ، (به انگلیسی: Tilt up)  تیلت اسلب یا تیلت وال، نوعی ساختمان یا یک تکنیک ساخت و ساز با استفاده از بتن است. این روش روشی مقرون به صرفه و مؤثر در ساخت است.
در این روش اجزای بتنی (یعنی دیوارها، ستون‌ها، تکیه گاهها سازه‌ای، و غیره) بر روی دال بتنی شکل می‌گیرند.
از روش اجرای تیلت آپ اغلب برای اجرای ساختمان‌هایی با کاربری انباری، تجاری (مراکز خرید) و اداری که در آن‌ها سرعت اجرا و مسائل اقتصادی اهمیت دارد، استفاده می‌شود. این روش، عمدتاً برای ساخت ساختمان‌های کوتاه مرتبه حداکثر تا چهار طبقه به کار می‌رود. اگرچه اکثر ساختمان‌های ساخته شده با این روش یک یا دو طبقه هستند و تعداد معدودی ساختمان بیش از چهار طبقه نیز به این روش ساخته شده‌اند.

## تاریخچه
روش تیلت آپ در اوایل قرن بیستم ابداع شد و اوج شکوفایی آن، حوالی نیمه قرن بیستم، پس از جنگ جهانی دوم بود، که نیاز شدیدی به اجرای سریع ساختمان وجود داشت.
ایده اصلی ساخت دیوار به صورت افقی بر روی زمین و بلند کردن آن به حالت قائم به عنوان عضوی از ساختمان ایده تازه‌ای نیست. اسناد موجود حاکی از آن است که این روش در رم باستان و خاورمیانه مورد استفاده قرار می‌گرفته‌است.

ساکنان ایالات متحده آمریکا در ابتدای قرن نوزدهم میلادی با ساخت دیوارهای چوبی بر روی زمین و برپا کردن آن‌ها به حالت قائم، خانه‌ها و انبارهای خود را می‌ساخته‌اند. در اوایل قرن بیستم میلادی، این روش برای دیوارهای بتن مسلح پیش ساخته مورد استفاده قرار می‌گرفت.

کلنل رابرت آیکن (Colonel Robert Aiken)، به عنوان اولین سازنده این سیستم، تعداد زیادی از سازه‌ها را به این روش در بین سال‌های ۱۹۰۵ تا ۱۹۱۰ در ایالت ایلینوی و اوهایو با استفاده از یک قالب به عرض ۲۳ متر و ارتفاع ۲/۸ متر ساخت. کلیسای یادبود زیون (صهیون) در ایلینوی نیز که در سال ۱۹۱۰ به این شیوه ساخته شده‌است، تاکنون پابرجاست.
با این حال، استفاده از روش فوق تا پایان جنگ جهانی دوم مقبولیت چندانی در بین مجریان ساختمان پیدا نکرد. از ۱۹۵۰ میلادی با ظهور جرثقیل‌های متحرک و بتن آماده، استفاده از این روش شتابی روزافزون به خود گرفت.
هم اکنون سالیانه حدود ۷۰۰۰ ساختمان در بیش از ۱۰۰ کشور جهان به این روش ساخته می‌شوند. استفاده از روش تیلت آپ در ایالات متحده، استرالیا و نیوزیلند متداول بوده‌است. این شیوه اجرا، در سال‌های اخیر در انگلستان و ایرلند نیز رایج شده‌است.

## انواع سیستم‌های سازه‌ای تیلت آپ
به‌طور کلی، سیستم‌های سازه‌ای قابل اجرا به روش تیلت آپ، به شرح زیر هستند:

### سیستم جعبه‌ای
اکثریت قریب به اتفاق ساختمان‌های ساخته شده به روش تیلت آپ دارای سیستم جعبه‌ای هستند. سیستم سازه‌ای جعبه‌ای متشکل از دیافراگم‌های سقف و دیوارهای بتن مسلح است که در آن دیوارهای بتن مسلح به صورت تیلت آپ اجرا می‌شوند. در این سیستم سازه‌ای، دیافراگم‌های سقف بارهای جانبی وارده بر سازه را به دیوارهای بتن مسلح منتقل می‌کنند. این دیوارها به صورت دیوار برشی، نیروهای فوق را به شالوده بتن مسلح منتقل می‌کنند.

### سیستمقاب صلب
این سیستم سازه‌ای، متشکل از تعدادی قاب خمشی بتن مسلح صلب است که در دو جهت عمود برهم قرار می‌گیرند. وظیفه باربری ثقلی و جانبی سازه، بر عهده این قاب‌ها است. دیوارها در این سیستم غیرسازه‌ای هستند و صرفاً به صورت دیوارهای نما و در بسیاری از موارد با اتصالات خشک اجرا می‌شوند. در این نوع سیستم، امکان ایجاد تغییرات و توسعه احتمالی در طول دوره بهره‌برداری، با سهولت بیشتری (نسبت به سیستم‌های جعبه‌ای) وجود دارد.

### سیستم ترکیبی
سیستم ترکیبی از تلفیق دو سیستمی که پیشتر تشریح شد، یعنی سیستم سازه‌ای جعبه‌ای و قاب صلب، در پلان به دست می‌آید، در این حالت اغلب در یک راستای اصلی پلان از دیوارهای برشی و در راستای عمود بر آن از قاب‌های خمشی بتن مسلح استفاده می‌شود.

## نقاط قوت سیستم تیلت آپ
- امکان طراحی مدولار با این سیستم فراهم است. خصوصاً زمانی که قطعات مشابه باشند یا اینکه امکان استفاده از قطعات آماده برای قالب‌بندی فراهم باشد، سرعت اجرا افزایش و هزینه‌ها نیز به‌طور محسوسی کاهش می‌یابد.
- بازشو را می‌توان به سهولت در دیوار بتنی قالب‌بندی کرد، اما، محدودیت سطح برای مقدار بازشدگی در دیوارهای باربر وجود دارد که باید مورد توجه قرار گیرد.
- این سیستم می‌تواند با نمای بتنی نمایان یا انواع قطعات چسبیده به آن، با طرح‌های مختلف، در نظر گرفته شود. این امر باعث می‌شود هزینه‌های مربوط به نما به حداقل برسد. در عین حال، پیش ساخته بودن نما باعث می‌شود از کیفیت و تنوع بالاتری، در مقایسه با دیگر نماهای اجرای درجا، برخوردار باشد.
- این سیستم، از نظر تجهیزات، قطعات مورد استفاده در تجهیزات، و مواد اولیه، وابستگی چندانی به فناوری خارجی ندارد.
- نیروی انسانی اجرایی در این سیستم با آموزش اندکی قادر به انجام بخش اعظم اقدامات می‌باشد.
- برای اجرای این سیستم، ابزارهای کمکی خاصی نیاز نیست. ابزار مورد نیاز به تعداد محدود و به راحتی در دسترس هستند. *از بهبودهایی که در این سیستم برای اجرا حاصل شده‌است، سهولت اجرا (با ویبره مناسب) و امکان حصول اطمینان از یکنواختی بتن‌ریزی است.
- هوابندی دیوارهای خارجی در این سیستم به نحو مطلوبی تأمین می‌شود. برای آب‌بندی مناسب، لازم است جزییات اجرایی لازم در نظر گرفته شود. در صورتی که از عایق معدنی یا از عایق پلیمری با نفوذپذیری بخار آب بالا استفاده شود، لازم است ملاحظات لازم برای جلوگیری از میعان در نظر گرفته شود.
- از دیگر نقاط قوت این روش، کاهش نیاز به داربست‌بندی برای اجرای نما است. زیرا کارهای مربوط به نما، هنگام بتن‌ریزی و در سطح زمین انجام می‌شود.
- اتلاف و ضایعات مصالح و فراورده‌ها در روند ساخت، در مقایسه با حالت‌های متعارف، به‌طور محسوسی کمتر است.
- هزینه‌های اجرای دیوارها در این سیستم نسبت به مشابه سنتی درجا و پیش ساخته آن، کمتر است، زیرا نیاز به قالب و عملیات قالب‌بندیکاهش یافته و نیز حمل و نقل پانل‌ها، خیلی کمتر از حالت‌های پیشین است. در ضمن، امکان اجرای نما هم‌زمان با دیوار اصلی وجود دارد.
- این سیستم، مانند دیگر سیستم‌های بتنی، در صورت اجرای مناسب لایه‌های بتنی، عملکرد مناسبی در برابر هوازدگی، محیط‌های خورنده، تابش شدید آفتاب و تکانه‌های حرارتی خواهد داشت. در حالت اجرای خوابیده، تأمین این انتظارات با سادگی بیشتری تأمین می‌شود.
- مواد و مصالح به کار رفته از نظر انتظارات و استانداردهای زیست‌محیطی، مشکل خاصی ندارند.[۱]

## نقاط ضعف سیستم
- این روش اجرا بیشتر برای ساختمان‌های کوتاه مرتبه در نظر گرفته شده‌است و حداکثر تعداد طبقات ساختمان، با توجه به محدودیت‌های اجرایی به ۴ طبقه محدود می‌شود. بدیهی است افزایش تعداد طبقات مسائل اجرایی را با پیچیدگی‌هایی همراه می‌سازد و در این حالت دیگر توجیه قوی برای استفاده از این سیستم وجود ندارد.
- در زمینه طراحی، الزام وجود دیوارهای سازه‌ای باعث می‌شود، آزادی عمل در طراحی ساختار اصلی معماری اندکی کمتر از سیستم‌هایی نظیر تیر ستون بتنی یا اسکلت فلزی (بادبنددار یا قاب خمشی) باشد. در نتیجه، میزان اختیار در تعیین ابعاد فضاها، در مقایسه با دیگر سیستم‌های نام برده کمتر است.
- این سیستم از نظر نما محدودیت‌های فراوانی دارد و تنها در مورد نماهای کاملاً مسطح و دو بعدی قابل توجیه است. به عبارت دیگر، در صورت کاربرد این روش اجرا، در معماری امکان ایجاد تورفتگی‌ها و بیرون‌زدگی‌ها در نما کاملاً منتفی می‌شود.
- این سیستم در مقایسه با سیستم‌های متداول (حتی در مقایسه با دیوارها و سقف‌های سیستم‌هایی نظیر تونلی) و خصوصاً نسبت به سیستم‌های نوین (نظیر LSF) سنگین است و مصرف مصالح اصلی (بتن و میل‌گرد) قابل ملاحظه است. لازم به توضیح است در اکثر موارد، افزایش مصرف مصالح اصلی به دلیل بارهای وارد شده در زمان جابجایی و نصب دیوار است.
- با توجه به سنگین بودن قطعات بتنی مورد استفاده، وجود جرثقیل و دیگر امکانات سنگین نصب الزامی است.
- امکان تغییر ابعاد قطعات، پس از تولید منتفی است. در نتیجه، در صورت وجود اشتباه در ساخت قطعه (ابعاد، میل‌گردگذاری و ...) لازم است قطعه مجدداً ساخته شود.
- امکان دسترسی به مدارهای تاسیسات مکانیکی و الکتریکی در دوره بهره‌برداری وجود ندارد، و در صورت بروز مشکل، در اکثر موارد لازم خواهد بود مدار جایگزینی به صورت روکار اجرا شود.
- قابلیت تأمین انتظارات در خصوص ایمنی در برابر حریق بدون نیاز به در نظر گرفتن تمهیدات ویژه وجود دارد.
- عدم تأمین انتظارات (در صورت عدم استفاده از لایه‌های ارتجاعی میراگر صوت) در خصوص صدابندی کوبه‌ای سقف‌های بین طبقات.
- برای اجرای دیوار با این روش، نیاز به کارگاه بزرگ برای اجرا وجود دارد. توالی فعالیت‌ها، زمانی که کارگاه کوچک باشد با مشکلاتی روبه‌رو می‌شود. این امر زمانی تشدید می‌شود که لازم است پانل‌ها، یکی پس از دیگری ساخته و برپا شوند.[۱]

## مواردی که جهت اطلاع هستند و در مواردی می‌توانند مثبت و در مواردی دیگر منفی تلقی شوند
- از نکات مهم، پیش از اجرای این سیستم، بررسی جانمایی‌های پانل‌ها و توالی بتن‌ریزی و نصب آن‌ها است که هرچه کارگاه اجرا کوچکتر باشد، این مطلب، اهمیت بیشتری پیدا می‌کند.
- محدودیت‌های فصلی در خصوص اجرای این سیستم، در اکثر موارد مشابه سیستم‌های متداول است. در صورتی که دمای متوسط هوا در زمان بتن‌ریزی پایین باشد، در این سیستم نیز باید تمهیدات لازم برای محافظت بتن در برابر یخ‌زدگی در نظر گرفته شود. در عوض محافظت قطعات بتن‌ریزی شده (در برابر یخ‌بندان) اندکی ساده‌تر از مورد اجرای دیوار بتنی (به صورت عمودی) است. در مورد عمل‌آوری و کنترل رطوبت و تبخیر نیز می‌توان گفت با تمهیدات ساده‌ای قابل کنترل است.
- با توجه به این نکته که نمای دیوار به صورت پیش ساخته اجرا می‌شود، عایق حرارتی می‌تواند در طرف خارج (به صورت پیش ساخته) یا داخل ساختمان (پس از برپاسازی دیوارها و اجرای سازه ساختمان) در نظر گرفته شود و مشکل اجرایی خاصی وجود نخواهد داشت.
- تأمین انتظارات در خصوص صدابندی دیوارهای خارجی، در صورتی که ضخامت لازم برای لایه بتنی تأمین شود یا از عایق‌های حرارتی معدنی برای بهبود عملکرد صوتی دیوار استفاده شود، امکان‌پذیر است و از این بعد وضعیت مشابه روش‌های اجرای متداول است.
- نگهداری قطعات قالب‌گیری شده، صرفاً در روزهای اول پس از بتن‌ریزی، به دلیل لازمه تأمین شرایط مناسب برای عمل‌آوری بتن، از حساسیت خاصی برخوردار است.
- برای انبارداری قطعات آماده شده، نیازی به فضای سرپوشیده نیست، و معمولاً این کار به سهولت در کارگاه اجرا انجام می‌گیرد.[۱]